# Karl Frederick
Karl Frederick (Chateaugay, 21 febbraio 1881 – Port Chester, 11 febbraio 1963) è stato un tiratore a segno statunitense.

## Palmarès

### Olimpiadi
- Oro a Anversa 1920 nella pistola libera individuale;
- Oro a Anversa 1920 nella pistola libera a squadre;
- Oro a Anversa 1920 nella pistola militare a squadre.